# Denis Lathoud
Denis Lathoud, francoski rokometaš, * 13. januar 1966, Lyon, Francija, † 22. junij 2025.
Leta 1992 je na poletnih olimpijskih igrah v Barceloni v sestavi francoske reprezentance osvojil bronasto olimpijsko medaljo. Čez štiri leta je z reprezentanco osvojil 4. mesto.